# Řetězová (Praha)
Ulice Řetězová na Starém Městě v Praze spojuje ulice Liliová a Husova. Na straně Liliové ulice je to jen velmi úzká ulička dlážděná kočičími hlavami, jejíž půdorys odpovídá původní středověké zástavbě.

## Historie

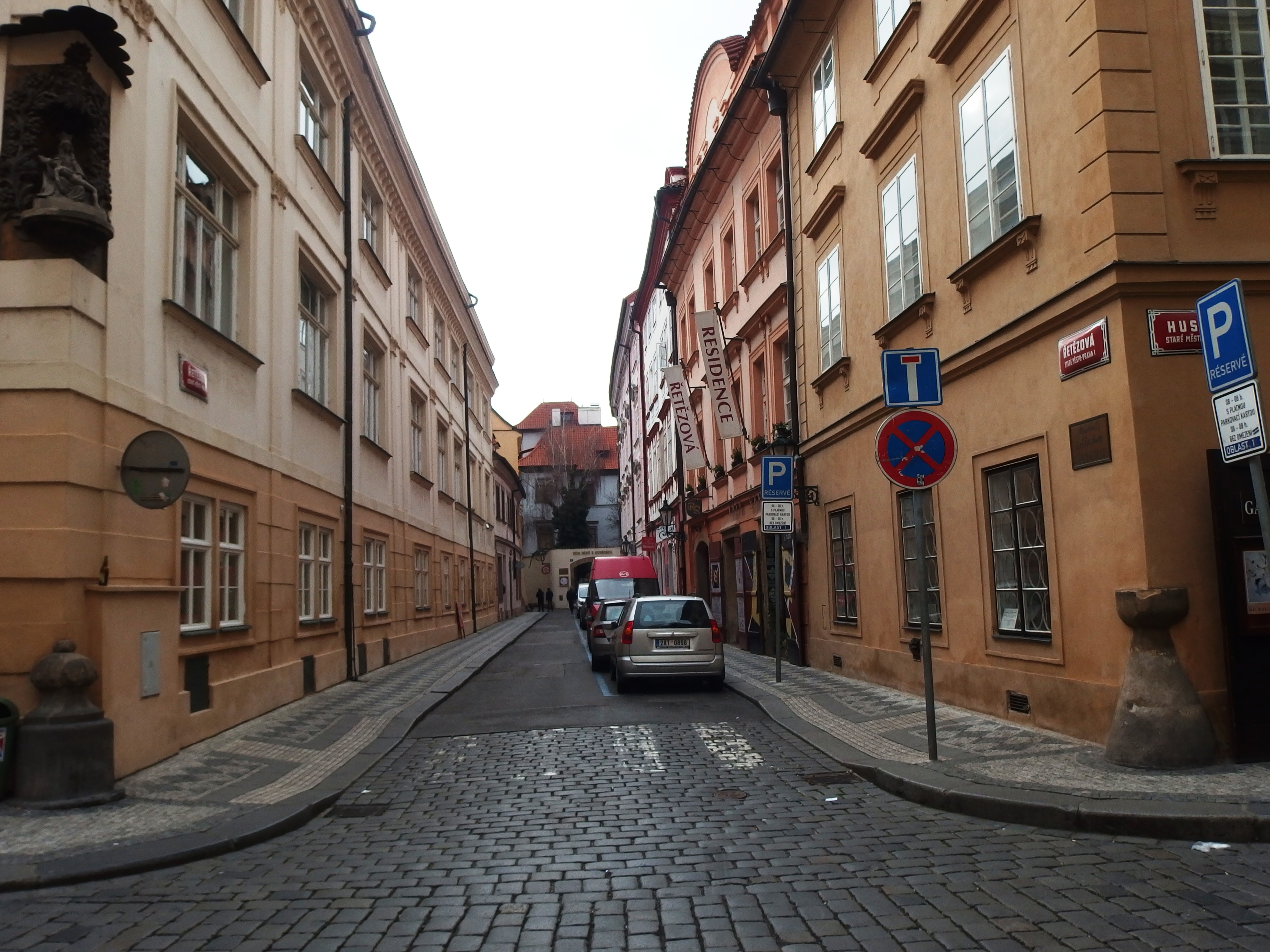
Pohled od ulice Husova

Ulice vznikla již ve středověku. Ve 14. a 15. století byla nazývána Kožešnická podle řemeslníků, kteří v ní tehdy sídlili. Nynější název Řetězová získala už v 17. století, pravděpodobně podle domu U Tří zlatých řetězů. Jsou ale i jiná vysvětlení vzniku názvu. Mohly v ní být natahovány řetězy plnící obrannou funkci, nebo dokonce v těchto místech mohl být jeden konec řetězu vedoucího přes celou šíři řeky Vltavy (pravděpodobně pomocí pilířů zasazených do vody) až na druhý břeh k Maltézskému náměstí (ke kostelu Panny Marie pod řetězem); jeho účelem mělo být zadržování lodí a vorů, dokud jejich posádka nezaplatila celní poplatek.

## Významné budovy a místa
- na nároží s Liliovou ulicí je vpravo památkově chráněný dům U Zlatého zajíce (Liliová 246/12)[2]
- dále na levé straně ulice je palác pánů z Kunštátu a Poděbrad (Řetězová 222/3), kde jsou dochované části někdejšího románského paláce
- na pravé straně jsou další dva památkově chráněné domy: dům U Černé boty (Řetězová 245/8, také zvaný U Tří myslivců)[3] a dům U Zeleného věnce (Řetězová 244/10)[4]
- nalevo je Palác Kokořovských (Řetězová 223/5), v němž sídlí Divadelní fakulta Akademie múzických umění v Praze (DAMU)
- dále je vlevo původně měšťanský dům U Tří divých mužů (Řetězová 224/7) a za ním dům U Tří zlatých řetězů (Řetězová 225/9), podle kterého se celá ulice pravděpodobně jmenuje
- nárožní dům u Husovy ulice vlevo má název U Tří divokých kachen (Husova 226/13)[5]
- nárožní dům u Husovy ulice vpravo je Dům U Beránka (Husova 243/11, také zvaný U Tří kalichů),[6] sídlí v něm Krajské státní zastupitelství v Praze. Nad nárožím je pozoruhodná soška Piety